# 小集団活動
小集団活動（しょうしゅうだんかつどう）とは経営学用語の一つで、従業員の経営参加の方法の一つであり、企業内で少数の従業員が集まったグループを結成し、そのグループ単位で共同活動を行うことを目的として運営するものである。
小集団活動では、従業員が自主的に参加するということとテーマは設けないということが特徴で、少人数のメンバーが対面してコミュニケーションをとることで、継続的に共同活動を行うことで相互需要関係を深めていく。小集団活動を行うことでのメリットとしては、従業員のチームワークによる生産性の向上、従業員個人の意見が経営に反映されることで生き甲斐が見出される、小集団の中で自己を振り返ることができ相互啓発が促進されるなどといった事柄が存在する。
当初は生産現場で生産性向上や品質管理を目的として行われてきたが、後には流通業でも行われるようになっている。